# Cedar Hill, Missouri
Cedar Hill är en ort i Jefferson County i delstaten Missouri, USA.